# Microrégion de Valença
 (février 2025).
Si vous disposez d'ouvrages ou d'articles de référence ou si vous connaissez des sites web de qualité traitant du thème abordé ici, merci de compléter l'article en donnant les références utiles à sa vérifiabilité et en les liant à la section « Notes et références ».
La microrégion de Valença est l'une des trois microrégions qui subdivisent le sud de l'État de Bahia au Brésil.
Elle comporte 10 municipalités qui regroupaient 243 054 habitants en 2006 pour une superficie totale de 5 688 km2.

## Municipalités[1]
- Cairu
- Camamu
- Igrapiúna
- Ituberá
- Maraú
- Nilo Peçanha
- Piraí do Norte
- Presidente Tancredo Neves
- Taperoá
- Valença